# Mężenin (powiat zambrowski)
Mężenin – wieś w Polsce położona w województwie podlaskim, w powiecie zambrowskim, w gminie Rutki.
W latach 1975–1998 miejscowość należała administracyjnie do województwa łomżyńskiego.
Wierni kościoła rzymskokatolickiego należą do parafii św. Anny w Rutkach-Kossakach.

## Historia

### Początki wsi
Wieś powstała na początku XV wieku. W aktach łomżyńskich z 1423 roku notowany jest Maciej z Mężenina. Nie zachowały się jednak dokumenty nadania ziemi. W 1441 roku w aktach łomżyńskich wymienia się Przybysława i Macieja z tej wsi. Natomiast w 1445 roku na rokach książęcych w Łomży notowano Mikołaja z Mężenina.
W Słowniku geograficznym Królestwa Polskiego wskazuje się, że wieś została założona przez Jana i Stefana, synów Mikołaja z Mężenina (koło Ciechanowa) na „10-ciu włókach kupionych w 1466 roku od sukcesorów Konrada z Zaćwiaczyna, między granicami Rutek, Dębnik, Waloch i Idźków”. Stąd też wywodzi się nazwa tej wsi. Ród szlachecki z Mężenina przyjął nazwisko Mężeński herbu Kościesza i wyróżniał się wśród sąsiadów okolicznych miejscowości skupiając znaczne dobra ziemskie i zajmując ważne pozycje społeczne. Marcin Mężeński był fundatorem pierwszego kościoła św. Anny w pobliskich Rutkach-Kossakach, którego pozostałością jest obecna kaplica Serca Jezusowego tego kościoła.
Mężenin znajdował się w granicach Księstwa Mazowieckiego do 1526 roku, a następnie województwa mazowieckiego do 1795 roku.

### Mężenin Mężeńskich i Opackich
W drugiej połowie XVI wieku właścicielami tego majątku byli Marcin Mężeński, a następnie jego syn Maksymilian, kasztelan wiski, który w 1586 roku ukończył studia na Akademii Krakowskiej. W 1603 roku ożenił się z Zofią Górnicką, córką znanego pisarza Łukasza Górnickiego. Posag i oprawa żony zostały zabezpieczone na takich dobrach jak: Szlasy, Mężenin, Ożary, Rutki, Zawady, Mała Kołomyja, Zajki, Chlebiotki. Maksymilian i Zofia mieli tylko jedną córkę Izabelę Zofię, która wyszła za Krzysztofa Opackiego, dworzanina królewskiego, podczaszego czerskiego, wielokrotnego posła do dworów zagranicznych króla Jana Kazimierza. Ród Opackich herbu Prus III posiadał główne dobra pod Warszawą i tam też mieszkali jego przedstawiciele. W ten sposób Opaccy stali się właścicielami dóbr Mężenina, tworząc rozległy majątek ziemski z ośrodkami w Mężeninie i Rutkach.
W 1771 roku dobra te przejął Chryzanty Gabriel Rafał Opacki, praprawnuk Wojciecha, jedyny syn Stanisława – patriota, działacz społeczny, znakomity administrator i przedsiębiorca. Od tej pory rozpoczął się szybki i znaczący rozwój gospodarczy tej miejscowości. Założył on ogród, wykopał stawy, zorganizował gospodarstwo rybne, z którego ryby trafiały m.in. na stoły Izabeli Branickiej i kasztelana wiskiego. Zbudował też 4 młyny wodne, ogród botaniczny, szkółki drzew owocowych, grabowe aleje, browar. Hodował bydło holenderskie. Prostował drogi i wysadzał je topolami włoskimi. Zbudował też pierwsze w okolicy budowle gospodarcze: stodoły ze spichlerzem, stajnie i obory. Zajmował się produkcją zboża, które własną flotą rzeczną wysyłał do Gdańska, Elbląga i Warszawy. Zarządzał też dobrami białostockimi w imieniu hetmanowej. Miał on jedną córkę Agnieszkę Helenę Konstancję, dobrze wykształconą, która wyszła za mąż w 1797 roku za Rajmunda Rembielińskiego herbu Lubicz. Rodzinny Mężenin jeszcze za jej życia nabyli Rembielińscy za cenę dożywotniego jej utrzymania i możliwości jej tam zamieszkania. Po jej śmierci został sprzedany przez Eugeniusza Rembielińskiego w ręce żydowskie, a w późniejszych latach został rozdzielony.

### Królewskie polowanie
W Mężeninie 13 maja 1633 roku był król Władysław IV, który podróżował tędy podczas wyprawy na Moskwę, w towarzystwie królewicza Kazimierza i 1200 żołnierzy piechoty. Podróż rozpoczęła się 11 maja 1633 roku. Milę za Zawiszynem pożegnano wyprawiających się. Król do rzeki Narwi podróżował konno, a następnie kolasą dotarł do Ostrowi Mazowieckiej, gdzie przewidziany był postój. Następnie 12 maja 1633 roku polując wyprawa dotarła do Zambrowa, zaś 13 maja 1633 roku król upolował 30 zajęcy i spędził noc w Mężeninie.

### W okresie powstania styczniowego
Podczas powstania styczniowego 25 stycznia 1863 roku miała tu miejsce bitwa około setki powstańców pod dowództwem Władysława Wilkoszewskiego i Józefa Szepietowskiego (Korwina) z piechotą carską. We wsi znajduje się pomnik upamiętniający to wydarzenie.
W historii parafii św. Anny w Rutkach-Kossakach wymieniana jest w 1863 roku Agnieszka Buszon, właścicielka Mężenina, jako ofiarodawczyni przebudowy kościoła parafialnego.

### W okresie II Rzeczypospolitej
W latach 1921–1925 wieś leżała w województwie białostockim, w powiecie łomżyńskim, w gminie Kossaki-Rutki, a od 1925 w gminie Kołaki.
Według Powszechnego Spisu Ludności z 1921 roku wieś zamieszkiwały 403 osoby, 385 było wyznania rzymskokatolickiego, 10 ewangelickiego, a 8 mojżeszowego. Jednocześnie wszyscy mieszkańcy zadeklarowali polską przynależność narodową. Było tu 43 budynki mieszkalne. Miejscowość należała do parafii rzymskokatolickiej w Rutkach i ewangelickiej w Łomży. Podlegała pod Sąd Grodzki w Zambrowie i Okręgowy w Łomży; właściwy urząd pocztowy mieścił się w Rutkach-Kossakach.
W wyniku napaści ZSRR na Polskę we wrześniu 1939 miejscowość znalazła się pod okupacją sowiecką. Od czerwca 1941 roku pod okupacją niemiecką. Od 22 lipca 1941 do 1945 włączona w skład Landkreis Lomscha, Bezirk Bialystok III Rzeszy.

### Podczas II wojny światowej
W dniu 10 września 1939 r. XIX Korpus Pancerny gen. Guderiana dokonał mordu na 37 mieszkańcach Rutek, Ożar i Dębnik. Przy skrzyżowaniu drogi krajowej nr 8 z drogą wojewódzką nr 679 znajduje się pomnik na mogile zbiorowej z nazwiskami ofiar.

### Współcześnie
W latach 1975–1998 miejscowość administracyjnie należała do województwa łomżyńskiego.

## Pomniki i zabytki
- pomnik powstańców styczniowych poległych w bitwie 25 stycznia 1863 r., zbudowany w 125 rocznicę z napisem „1863 – Miłość ojczyzny była ich siłą i orężem, poległym Powstańcom -Rodacy, 1863 – 1988” oraz tabliczka z napisem „1863 – o wolną Polskę w Bitwie z wojskiem carskim poległo tu 50 – ciu Powstańców z dowódcą J. Szepietowskim, cześć ich pamięci, w 125 rocznicę Kombatanci”[19],
- pomnik ofiar hitlerowców z września 1939 roku na mogile zbiorowej, położony przy skrzyżowaniu drogi krajowej nr 8 z drogą wojewódzką nr 679. Ma on formę głazu pękniętego na dwie części, między którymi znajduje się krzyż z kraty. Na pomniku znajduje się tablica z napisem: „Miejsce uświęcone krwią 17 mieszkańców Mężenina i Rutek zamordowanych przez hitlerowców we wrześniu 1939 r.” oraz „10 IX 1939 XIX Korpus Pancerny gen. Guderiana dokonał mordu na 37 mieszkańcach Rutek, Dębnik, Ożar”. Na tablicy po prawej części kamienia wypisane są nazwiska ofiar[20],
- przy drodze krajowej nr 8 i Carskiej Drodze znajduje się biały murowany budynek dróżniczówki z herbem w ryzalicie przedstawiający na żółtym tle skrzyżowaną kotwicę i siekierę[21].

## Transport
Mężenin leży na trasach:
- drogi międzynarodowej nr E67 Helsinki – Kowno – Warszawa – Praga,
- drogi krajowej nr 8 Kudowa-Zdrój – Wrocław – Warszawa – Białystok – Suwałki – Budzisko,
- drogi wojewódzkiej nr 679 Mężenin – Łomża,
- carskiej drogi,

We wsi przy drodze krajowej numer 8 od strony wjazdu z Zambrowa znajduje się stacja benzynowa.